# Axl Johansson
Axl Johansson, född 18 april 2003 i Luleå, är en svensk professionell ishockeyspelare (forward) som spelar för Tranås AIF i Hockeyettan.
Säsongen 2022/2023 spelade han 1 grundseriematch för Luleå HF i Svenska Hockeyligan, där han gjorde sitt första SHL-mål i karriären.